# Nīgābād-e Kūh
Nīgābād-e Kūh (persiska: نیگ آباد کوه, Yengābād-e Kūh) är en ort i Iran.   Den ligger i provinsen Östazarbaijan, i den nordvästra delen av landet, 400 km nordväst om huvudstaden Teheran. Nīgābād-e Kūh ligger 1 128 meter över havet och antalet invånare är 223.
Terrängen runt Nīgābād-e Kūh är kuperad söderut, men norrut är den platt.Runt Nīgābād-e Kūh är det ganska glesbefolkat, med 40 invånare per kvadratkilometer. Närmaste större samhälle är Darīn Daraq, 16,1 km väster om Nīgābād-e Kūh. Trakten runt Nīgābād-e Kūh består i huvudsak av gräsmarker.